# Louis Brandeis
Louis Dembitz Brandeis (13. listopadu 1856, Louisville, Kentucky – 5. října 1941, Washington) byl americký právník, který v letech 1916 až 1939 zastával funkci soudce Nejvyššího soudu Spojených států amerických. Stal se jedním z nejznámějších a nejvlivnějších soudců amerického Nejvyššího soudu, a zároveň vůbec prvním židovským soudcem tohoto soudu.

## Biografie
Narodil se v Louisville v Kentucky do židovské rodiny původem z Prahy (příjmení odvozeno od Brandýsa nad Labem, odkud rodina pocházela), kteří do Spojených států emigrovali po potlačení revoluce v roce 1848. Vychován byl v sekulárním duchu. Studoval právo na Harvard Law School, kterou absolvoval jako dvacetiletý, a to s nejvyšším hodnocením, kterého bylo v dějinách školy dosaženo.
Usadil se v Bostonu, kde založil právnickou firmu Warren & Brandeis (ta je dodnes činná pod názvem Nutter McClennen & Fish), a díky svému angažmá v případech se sociální problematickou si vydobyl renomé. Pomohl rozvinout koncept „práva na soukromí“, o němž napsal v roce 1890 článek do odborného časopisu Harvard Law Review. Později vydal knihu s názvem Other People's Money And How the Bankers Use It („Peníze ostatních, a jak je bankéři používají“), v níž navrhl možnosti omezení síly velkých bank a peněžních fondů, což do jisté míry vysvětluje, proč později bojoval proti mocným korporacím, monopolům, veřejné korupci a masovému konzumérství. Byl rovněž aktivní v sionistickém hnutí, které vnímal jednak jako řešení antisemitismu v Evropě a Rusku, ale též jako způsob „oživení židovského ducha“.
Když svou rodinu po finanční stránce zajistil, začal věnovat většinu svého času společenským kauzám a problematice a byl přezdíván „obhájce lidu“. Za své právní služby zásadně odmítal odměnu, a to z toho důvodu, aby měl "volnou ruku" a mohl se zaměřovat i na související širší společenská témata. Časopis The Economist jej označil za „Robina Hooda práva“. Mezi významné příklady jeho raných kauz patří boj s železničními monopoly, ochrana pracovních míst a pracovní právo, asistence při vzniku Federálního rezervního systému atd. Uznání dosáhl mimo jiné i tím, že „u soudu intenzivně využíval extralegální znalecké posudky svědčící v jeho prospěch". Z Brandeis Brief, jak byly expertní výpovědi pojmenovány, se stal přelomový precedens založený na prezentování důkazů založených na historických a sociálních reáliích.“
V roce 1916 byl Brandeis prezidentem Woodrowem Wilsonem nominován do funkce soudce amerického Nejvyššího soudu. Jeho nominace však byla ostře napadána, dle soudce Williama O. Douglase z části proto, že „Brandeis byl militantním bojovníkem za sociální spravedlnost, ať byl jeho protivníkem kdokoli. Byl nebezpečný nejen kvůli své genialitě, počínání a odvaze. Byl nebezpečný, protože byl neúplatný … [a] strach establishmentu byl větší, protože se Brandeis měl stát prvním Židem jmenovaným do Nejvyššího soudu.“ Brandeis byl nakonec do funkce potvrzen Senátem při hlasování 1. června 1916 v poměru 47 hlasů pro a 22 proti. Stal se jedním z nejznámějších a nejvlivnějších soudců Nejvyššího soudu.
Od května 1918 byl nápomocen T. G. Masarykovi v Americe při jeho úsilí o samostatnost československého státu a podpoře jeho legionářů, zejména v Rusku.